# Gino Mangini
Gino Mangini (Roma, 14 agosto 1921 – Roma, 14 agosto 1991) è stato uno sceneggiatore e regista italiano.
Era cugino dell'attrice Maria Luisa Mangini, in arte Dorian Gray, che diresse nel suo ultimo film I criminali della metropoli (1965).

## Biografia
Iniziata l'attività come aiuto di registi tra i quali Carlo Campogalliani e Giuseppe Colizzi, si affermò in seguito come sceneggiatore di film come Il terrore dei barbari, Maciste nella terra dei ciclopi e La leggenda di Enea. Dopo aver realizzato alcuni documentari, nel 1964 dirige il suo primo film da regista, La jena di Londra e si specializza in film drammatici, diretti talvolta senza essere accreditato. Saltuariamente ha svolto anche l'attività di produttore cinematografico.

## Filmografia

### Regista
- Dagli Zar alla Bandiera Rossa (1963) - documentario
- La jena di Londra (1964)
- I diamanti che nessuno voleva rubare (1966)
- I criminali della metropoli (1967)
- Bastardo, vamos a matar (1971)
- Abbasso tutti, viva noi (1974)

### Sceneggiatore
- Siamo uomini o caporali, regia di Camillo Mastrocinque (1955)
- La moglie è uguale per tutti, regia di Giorgio Simonelli (1957)
- Capitan Fuoco, regia di Carlo Campogalliani (1958)
- Il terrore dei barbari, regia di Carlo Campogalliani (1959)
- Il marito bello: Il nemico di mia moglie, regia di Gianni Puccini (1959)
- David e Golia, regia di Ferdinando Baldi (1960)
- Maciste nella terra dei ciclopi, regia di Antonio Leonviola (1961)
- La furia dei barbari, regia di Guido Malatesta (1961)
- La leggenda di Enea, regia di Giorgio Venturini (1962)
- Giulio Cesare contro i pirati, regia di Sergio Grieco (1962)
- I diavoli di Spartivento, regia di Leopoldo Savona (1963)
- La jena di Londra, regia di Gino Mangini (1964)
- I criminali della metropoli, regia di Gino Mangini (1967)
- I diamanti che nessuno voleva rubare, regia di Gianni Mangini (1967)
- I lunghi giorni dell'odio, regia di Gianfranco Baldanello (1969)
- Quel maledetto giorno della resa dei conti, regia di Sergio Garrone (1971)
- Mondo cane 2000 - L'incredibile, regia di Stelvio Massi e Gabriele Crisanti (1988)

### Produttore (parziale)
- I criminali della metropoli, regia di Gino Mangini (1967)